# Gare de Châtellerault
La gare de Châtellerault est une gare ferroviaire française de la ligne de Paris-Austerlitz à Bordeaux-Saint-Jean, située sur le territoire de la commune de Châtellerault, dans le département de la Vienne, en région Nouvelle-Aquitaine.
Elle est mise en service en 1851, par la Compagnie du chemin de fer du Centre, et devient en 1852 une gare de la Compagnie du chemin de fer de Paris à Orléans (PO).
C'est une gare de la Société nationale des chemins de fer français (SNCF), desservie par des TGV et des trains régionaux TER Nouvelle-Aquitaine.

## Situation ferroviaire

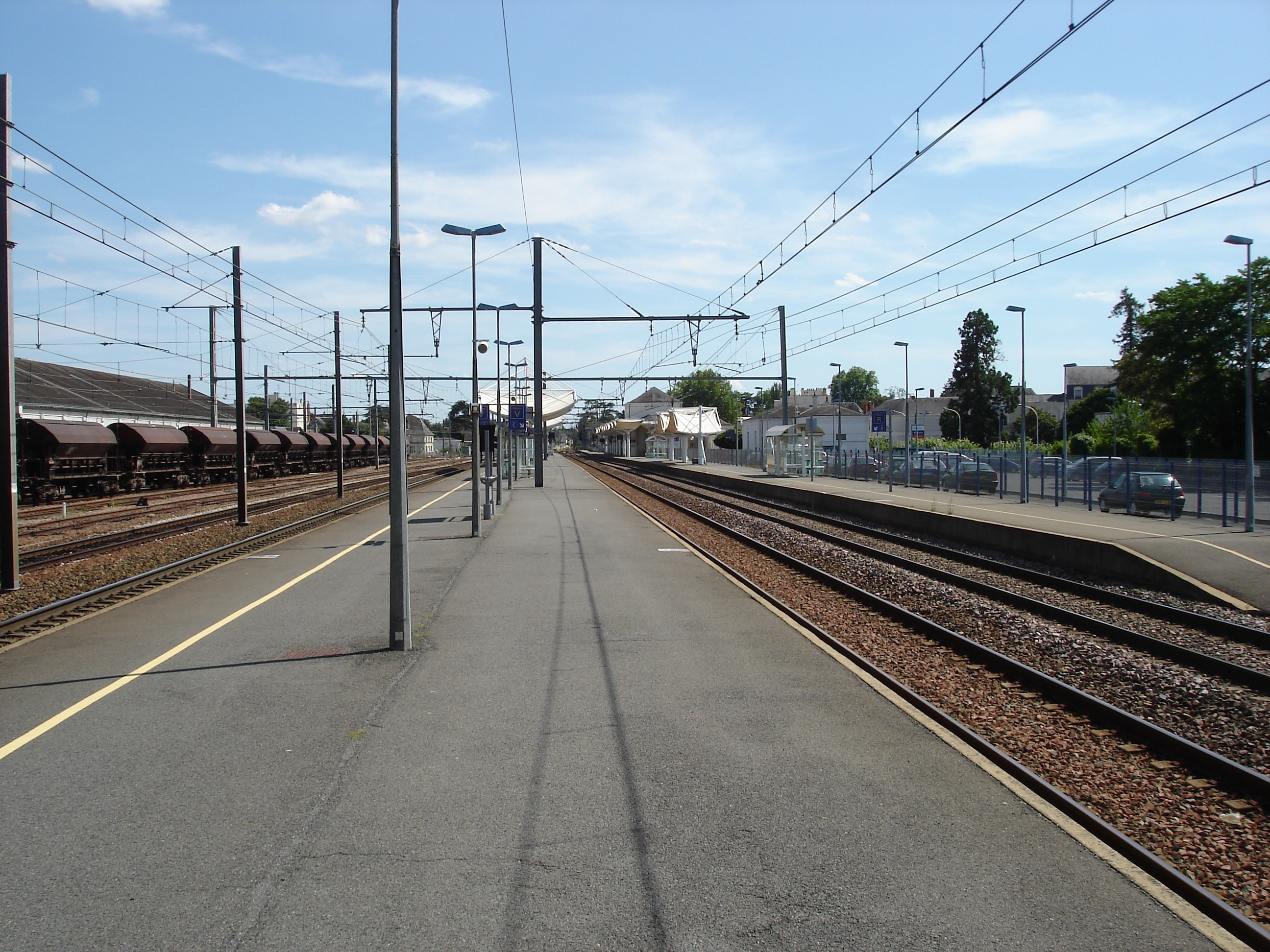
Vue générale de la gare.

Établie à 60 mètres d'altitude, la gare de bifurcation de Châtellerault est située au point kilométrique (PK) 303,508 de la ligne de Paris-Austerlitz à Bordeaux-Saint-Jean, entre les gares d'Ingrandes-sur-Vienne et de Nerpuy, au PK 50,780 de la ligne de Loudun à Châtellerault partiellement déclassée et au PK 303,508 de la ligne de Châtellerault à Launay déclassée en totalité.

## Histoire
Dès le 4 août 1845, le conseil de la ville doit débattre sur l'emplacement de la future gare, appelée alors « embarcadère » ou « débarcadère ». Les ingénieurs et les habitants défendent deux projets différents. Celui de la Compagnie, finalement choisi, place la gare au nord de l'axe de la rue du Berry (devenue avenue Georges-Clemenceau). Le maire, M. Delaveau de la Massadière, veut un bâtiment aussi imposant que celui de la gare de Blois, mais l'État estimant cette dépense trop importante réduit à un quart la somme disponible ; le chantier ouvre en 1850.

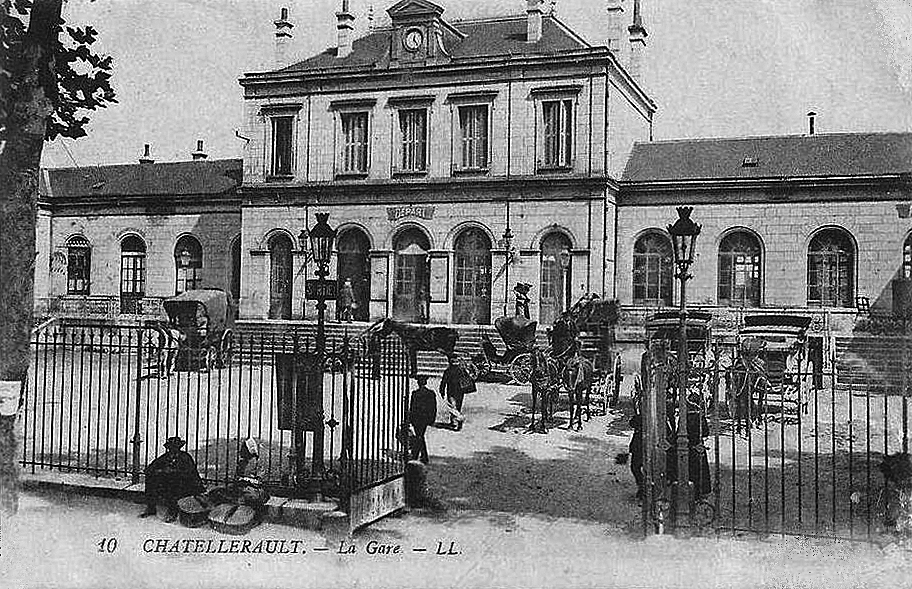
Le bâtiment et la cour vers 1900.

Il comprend un bâtiment principal, avec un corps central à cinq ouvertures, un étage et une toiture à quatre pans et deux ailes. Il est établi le long de la ligne sur une longueur de 36 mètres pour 9 mètres de largeur. De l'autre côté, il est prévu un quai de débarquement et une halle à marchandises de 50 m sur 20 m. La gare est inaugurée, comme la ligne, le 1er juillet 1851 avec un bref arrêt du président de la République Louis Napoléon Bonaparte.
La « station intermédiaire de Châtellerault » est mise en service le 15 juillet 1851 par la Compagnie du chemin de fer du Centre, lorsqu'elle ouvre à l'exploitation le deuxième tronçon, de Tours à Poitiers, de sa ligne d'Orléans à Bordeaux. Le bâtiment est réalisé, suivant les instructions de la Compagnie, par les entreprises Lesourd et Autellet.
Le 27 mars 1852, elle devient une gare du réseau de la Compagnie du chemin de fer de Paris à Orléans (PO).
Elle devient une gare de bifurcation avec l'ouverture, le 20 septembre 1886, de la ligne de Loudun à Châtellerault par la Compagnie du PO. Celle-ci renforcera encore l'importance de la gare avec la mise en service le 2 février 1891 du tronçon de Châtellerault à Pleumartin de sa ligne de Châtellerault à Launay ouverte en totalité la même année.

## Fréquentation
En 2022, selon les estimations de la SNCF, la fréquentation annuelle de la gare est de 575 537 voyageurs. Ce nombre s'élève à 444 099 en 2021, à 337 286 en 2020, à 491 606 en 2019 et à 453 838 en 2018.

## Service des voyageurs

### Accueil

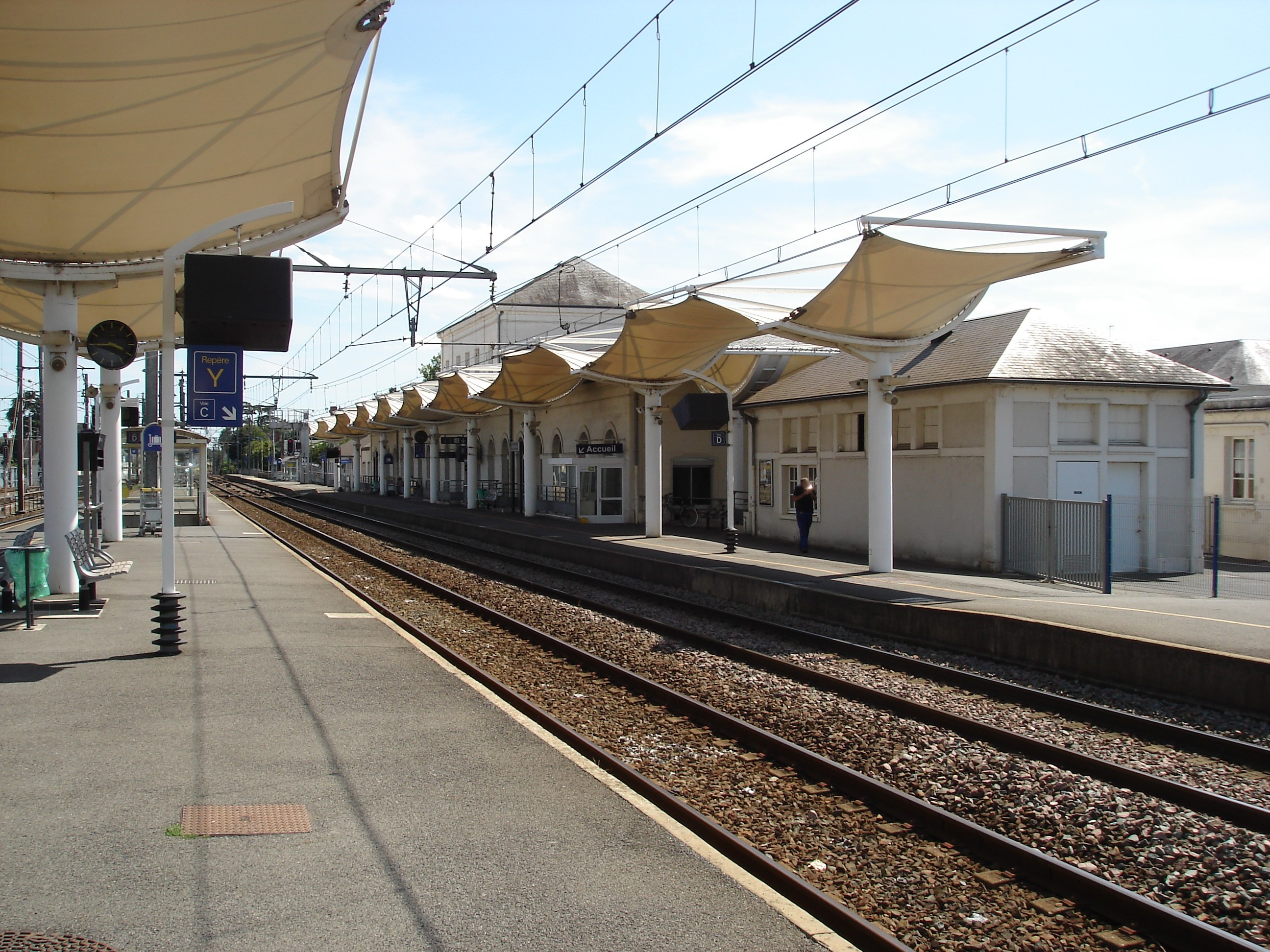
Vue côté voies, du bâtiment voyageurs.

C'est une gare SNCF qui dispose d'un bâtiment voyageurs ouvert tous les jours, avec guichets et distributeurs automatiques de titres de transport régionaux. Elle est équipée d'un quai latéral et d'un quai central. Les deux quais possèdent des abris voyageurs. Le changement de quai se fait par un passage souterrain.

### Desserte
La gare est desservie par la ligne commerciale Paris - Poitiers / Bordeaux (TGV) et par des trains du réseau TER Nouvelle-Aquitaine à destination de Tours d'un côté, Poitiers, voire Angoulême de l'autre.

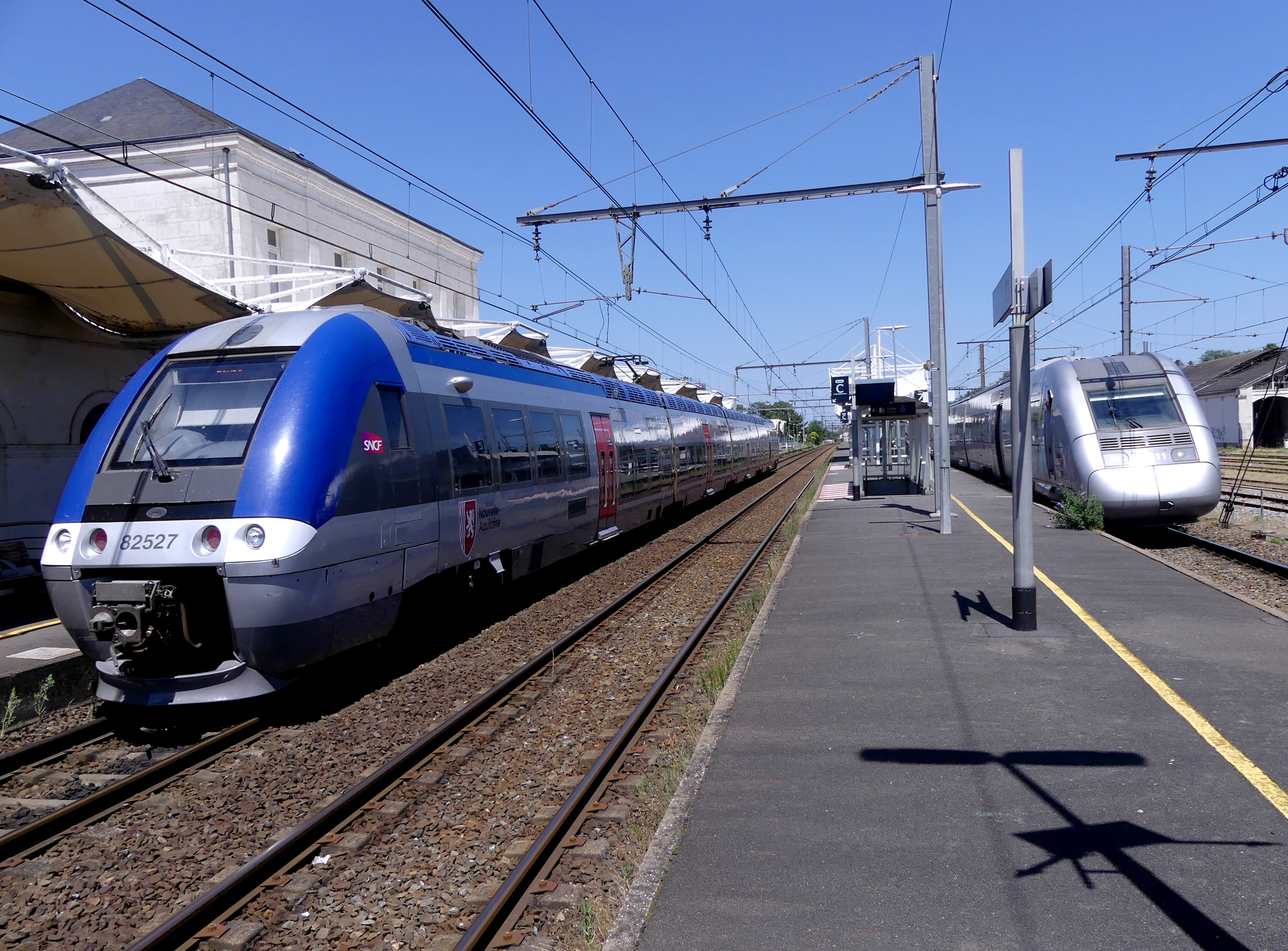
TER assurant la relation de Tours à Poitiers.
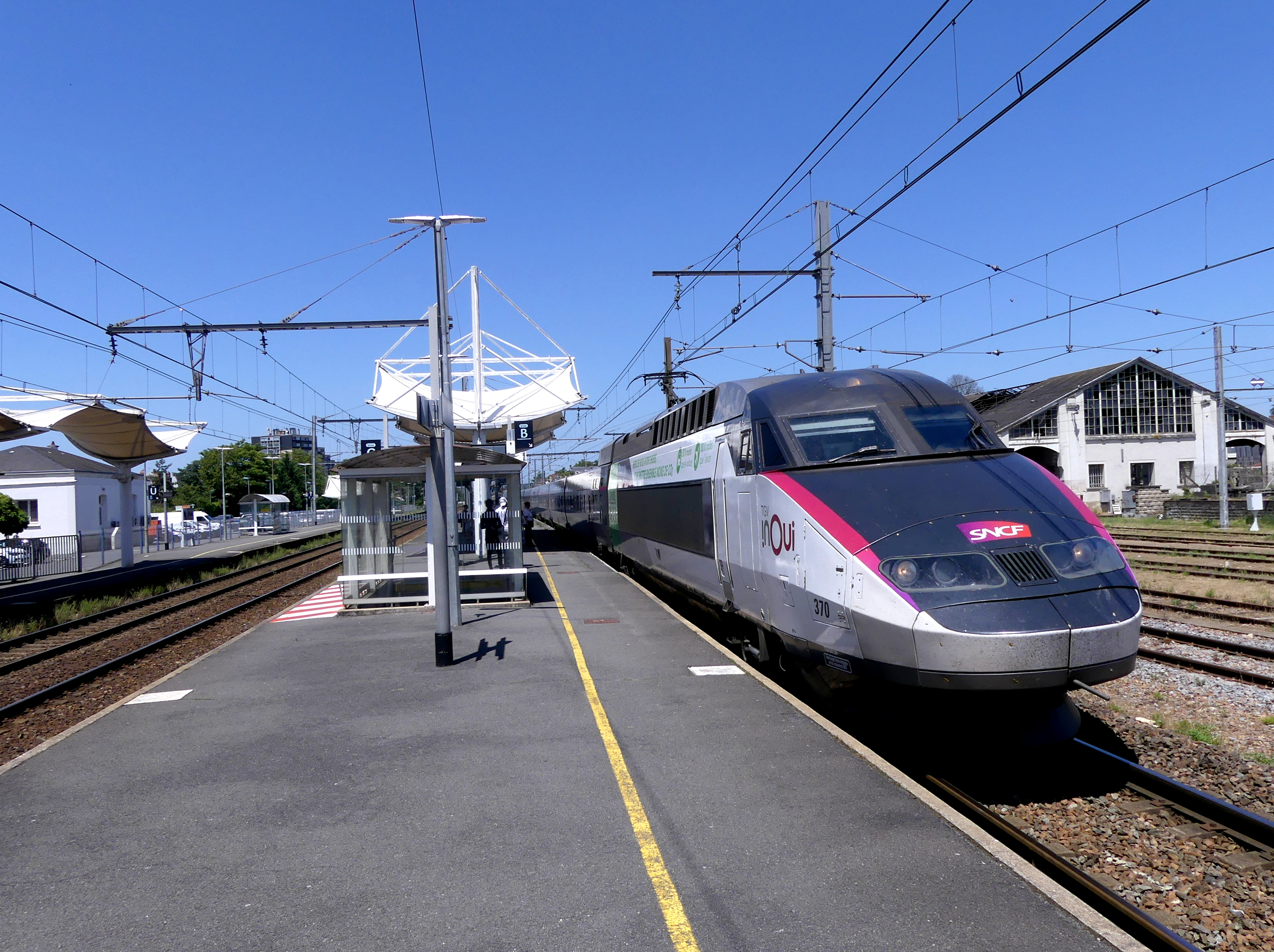
TGV Paris – Poitiers.

### Intermodalité
La gare est desservie par les bus urbains du réseau des transports de l'agglomération châtelleraudaise ou TAC (lignes : 1, 2, 6, 11, 22 et 24) ainsi que par les cars du réseau interurbain de la Vienne (lignes : 112 et 116).

## Service des marchandises
Cette gare est ouverte au service du fret.

## Galerie de photographies

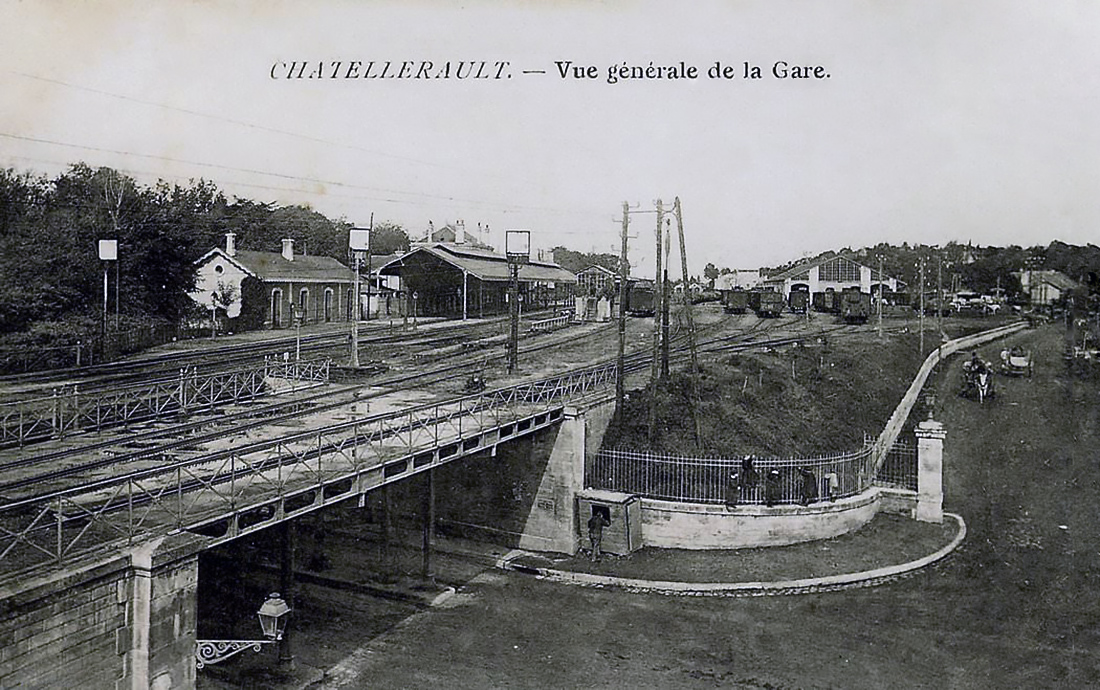
Vue d'ensemble vers 1900.
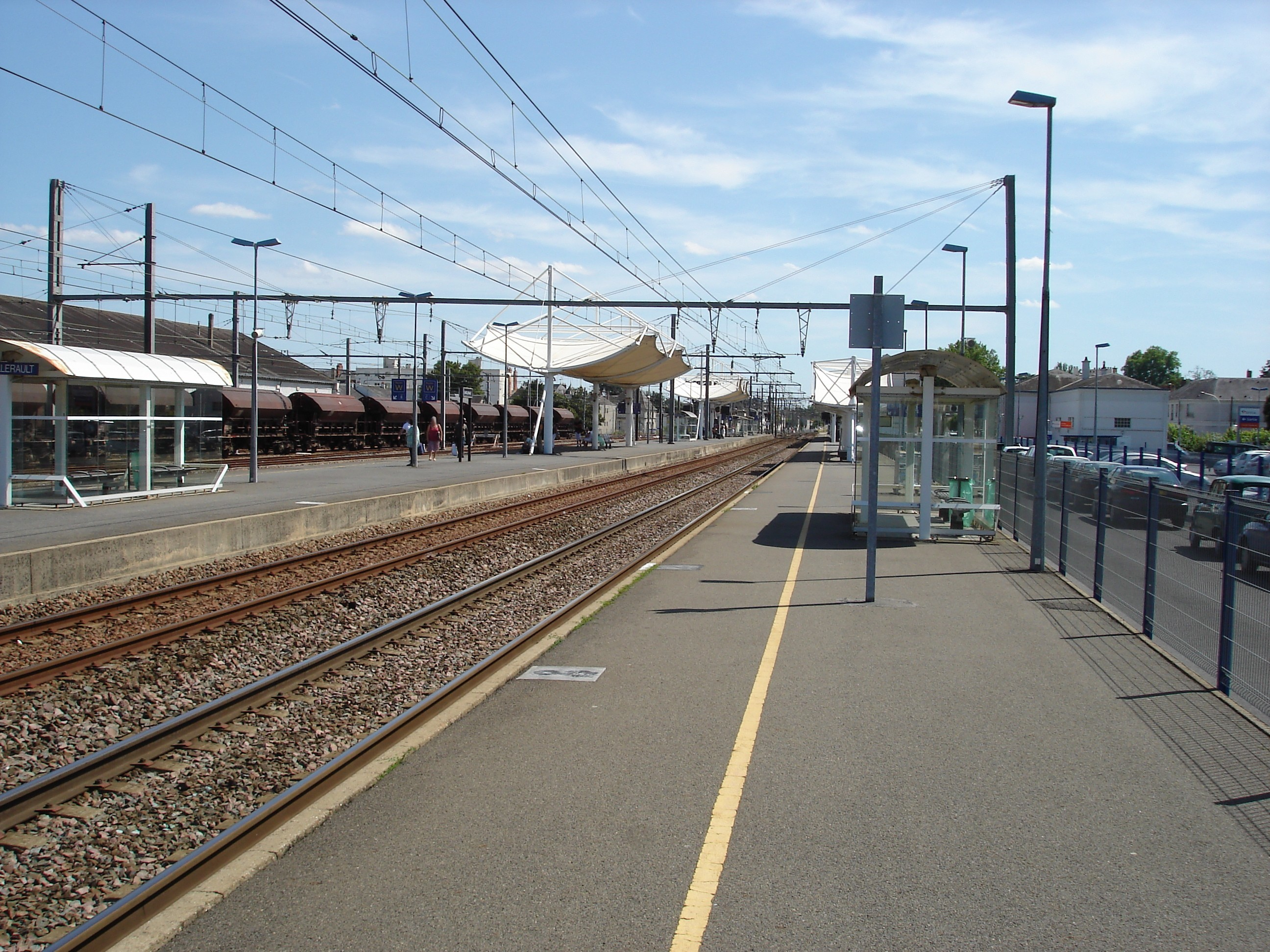
Vue vers Poitiers.
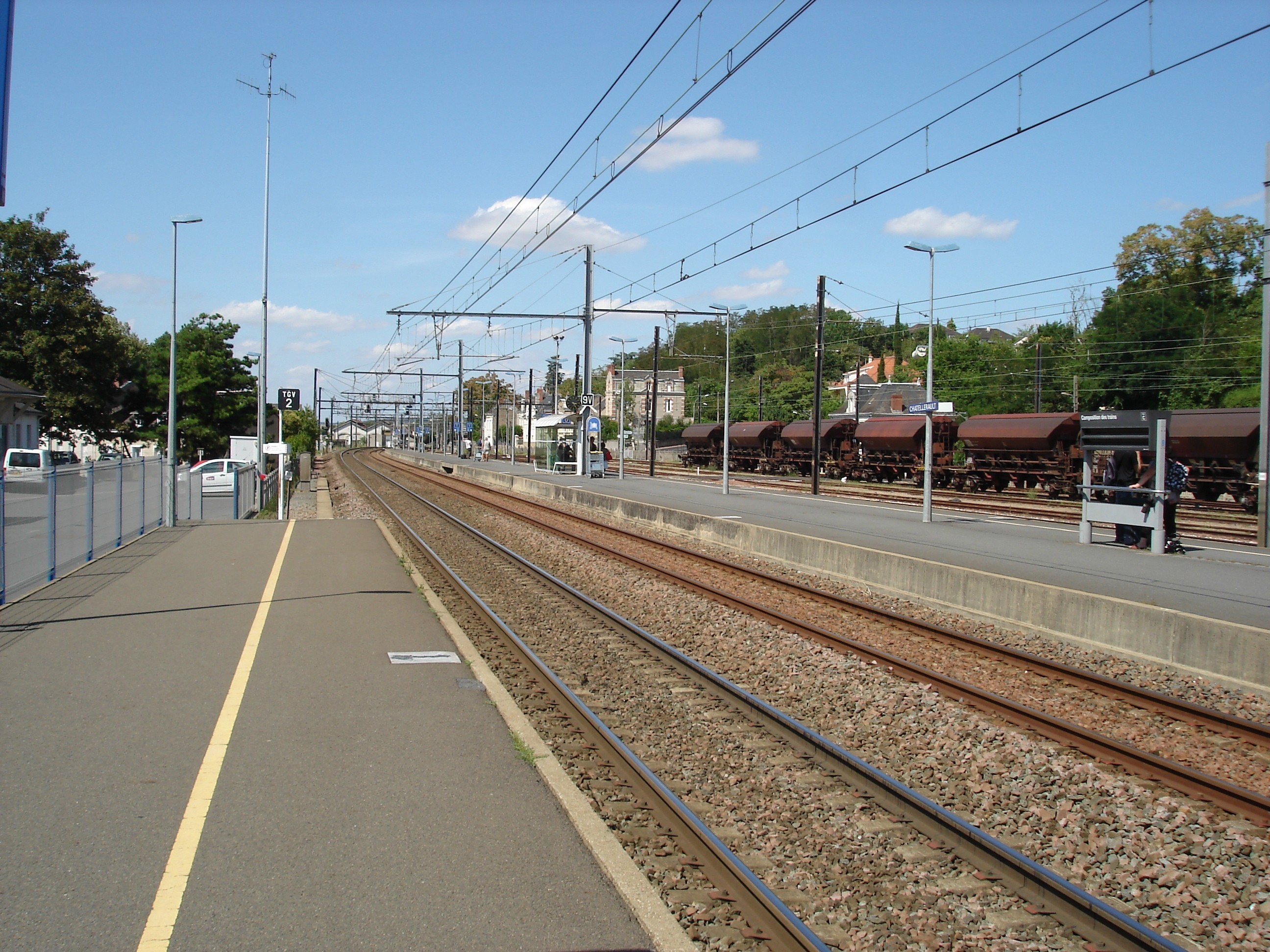
Vue vers Paris.
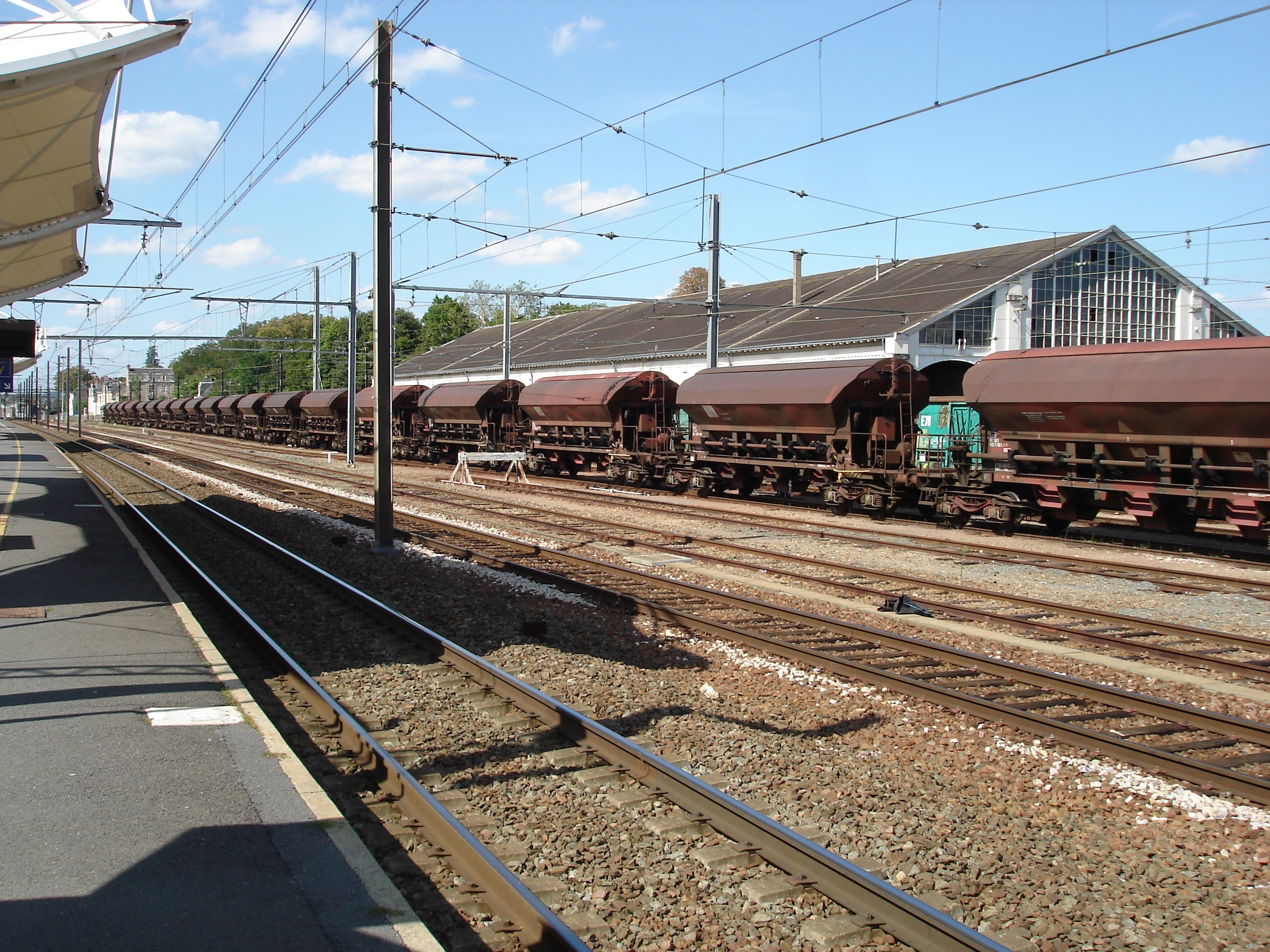
Les voies de service.